# ابیناهالالو
ابیناهالالو (به لاتین: Abbinaholalu) یک روستا در هند است که در کارناتاکا واقع شده‌است.